# Borzęcin, tỉnh Zachodniopomorskie
Borzęcin [bɔˈʐɛnt͡ɕin] (tiếng Đức: Borntin) là một ngôi làng thuộc khu hành chính của Gmina Gryfice, thuộc quận Gryfice, West Pomeranian Voivodeship, ở phía tây bắc Ba Lan. Nó nằm khoảng 9 kilômét (6 mi)  về phía đông bắc của Gryfice và 78 km (48 mi) về phía đông bắc của thủ đô khu vực Szczecin.
Làng có dân số 121 người.